# Madrid Masters
Madrid Masters (sponzor Mutua) je profesionalni muški i ženski teniski turnir koji se održava u glavnom gradu Španjolske, Madridu tijekom prvog tjedna mjeseca svibnja. U muškoj konkurenciji turnir je dio turneje Masters 1000, a u ženskoj konkurenciji pripada turnirima Premier Mandatory. 
Vlasnik turnira je bivši rumunjski tenisač i milijarder Ion Ţiriac. 

## Povijest
Od 1990. do 2008., turnir je bio dio serije ATP Masters. Igrao se na tvrdoj podlozi u dvorani. Od 2009. godine igra se na zemljanoj podlozi.
Lokacije održavanja turnira:
- od 1990. do 1994. u Stockholmu, Švedska
- 1995. u Essenu, Njemačka
- od 1996. do 2001. u Stuttgartu, Njemačka
- od 2002. do ... u Madridu, Španjolska

## Rekordi

### Tenisači (pojedinačno)
- Boris Becker: 4 naslova
- Boris Becker: 2 uzastopna naslova (1990. – 91.)
- Roger Federer: 3 naslova u Madridu
- Rafael Nadal: 2 naslova u Madridu

### Tenisačice (pojedinačno)
- Dinara Safina: 1 naslov
- Aravane Rezaï: 1 naslov
- Petra Kvitová: 1 naslov
- Serena Williams: 1 naslov

## Statistika turnira
| Lokacija                                    | Godina | Pobjednik           | Parovi                               | Pobjednica      | Parovi                               |
| ------------------------------------------- | ------ | ------------------- | ------------------------------------ | --------------- | ------------------------------------ |
| Stockholm, Švedska                          | 1990.  | Boris Becker        | Guy Forget Jakob Hlasek              |                 |                                      |
| Stockholm, Švedska                          | 1991.  | Boris Becker        | John Fitzgerald Anders Järryd        |                 |                                      |
| Stockholm, Švedska                          | 1992.  | Goran Ivanišević    | Mark Woodforde Todd Woodbridge       |                 |                                      |
| Stockholm, Švedska                          | 1993.  | Michael Stich       | Mark Woodforde Todd Woodbridge       |                 |                                      |
| Stockholm, Švedska                          | 1994.  | Boris Becker        | Mark Woodforde Todd Woodbridge       |                 |                                      |
| Essen, Njemačka                             | 1995.  | Thomas Muster       | Jacco Eltingh Paul Haarhuis          |                 |                                      |
| Stuttgart, Njemačka                         | 1996.  | Boris Becker        | Sébastien Lareau Alex O'Brien        |                 |                                      |
| Stuttgart, Njemačka                         | 1997.  | Petr Korda          | Mark Woodforde Todd Woodbridge       |                 |                                      |
| Stuttgart, Njemačka                         | 1998.  | Richard Krajicek    | Sébastien Lareau Alex O'Brien        |                 |                                      |
| Stuttgart, Njemačka                         | 1999.  | Thomas Enqvist      | Byron Black Jonas Björkman           |                 |                                      |
| Stuttgart, Njemačka                         | 2000.  | Wayne Ferreira      | Jiří Novák David Rikl                |                 |                                      |
| Stuttgart, Njemačka                         | 2001.  | Tommy Haas          | Max Mirnyi Sandon Stolle             |                 |                                      |
| Madrid, Španjolska (tvrda podloga, dvorana) | 2002.  | Andre Agassi        | Mark Knowles Daniel Nestor           |                 |                                      |
| Madrid, Španjolska (tvrda podloga, dvorana) | 2003.  | Juan Carlos Ferrero | Mahesh Bhupathi Max Mirnyi           |                 |                                      |
| Madrid, Španjolska (tvrda podloga, dvorana) | 2004.  | Marat Safin         | Mark Knowles Daniel Nestor           |                 |                                      |
| Madrid, Španjolska (tvrda podloga, dvorana) | 2005.  | Rafael Nadal        | Mark Knowles Daniel Nestor           |                 |                                      |
| Madrid, Španjolska (tvrda podloga, dvorana) | 2006.  | Roger Federer       | Bob Bryan Mike Bryan                 |                 |                                      |
| Madrid, Španjolska (tvrda podloga, dvorana) | 2007.  | David Nalbandian    | Bob Bryan Mike Bryan                 |                 |                                      |
| Madrid, Španjolska (tvrda podloga, dvorana) | 2008.  | Andy Murray         | Mariusz Fyrstenberg Marcin Matkowski |                 |                                      |
| Madrid, Španjolska (zemlja)                 | 2009.  | Roger Federer       | Daniel Nestor Nenad Zimonjić         | Dinara Safina   | Cara Black Liezel Huber              |
| Madrid, Španjolska (zemlja)                 | 2010.  | Rafael Nadal        | Bob Bryan Mike Bryan                 | Aravane Rezaï   | Serena Williams Venus Williams       |
| Madrid, Španjolska (zemlja)                 | 2011.  | Novak Đoković       | Bob Bryan Mike Bryan                 | Petra Kvitová   | Viktorija Azarenka Marija Kiriljenko |
| Madrid, Španjolska (zemlja)                 | 2012.  | Roger Federer       | Mariusz Fyrstenberg Marcin Matkowski | Serena Williams | Roberta Vinci Sara Errani            |

## Vanjska poveznica
- Službena stranica  Arhivirana inačica izvorne stranice od 15. travnja 2012. (Wayback Machine)